# Veronika Stoertzenbach
Veronika Stoertzenbach (* 1958 in Bonlanden auf den Fildern) ist eine deutsche Dirigentin und Universitätsmusikdirektorin.

## Leben und künstlerisches Wirken
Veronika Stoertzenbach wurde in einer Musikerfamilie geboren. Nach dem Abitur studierte sie Cello, Klavier und Gesang an der Hochschule für Musik und Darstellende Kunst Stuttgart und parallel Musikwissenschaft an der Eberhard Karls Universität Tübingen. Ihr Studium schloss sie 1984/5 mit dem Staatsexamen in Schulmusik mit Verbreiterungsfach Ensembleleitung ab. Es folgte ein Aufbaustudium im Fach Dirigieren bei Thomas Ungar. Ihre Erfahrungen in der Orchesterleitung baute sie bei Sergiu Celibidache aus.
Der Dirigentin besonderes Interesse gilt der Arbeit mit Amateuren. Sie gründete 1983 das Paulus-Sinfonieorchester Stuttgart, das sie bis 2015 leitete. 1985 wurde ihr die Leitung des Kammerorchesters Gerlingen übertragen. Im Jahre 1988 übernahm Veronika Stoertzenbach Chor und Orchester der Universität Stuttgart als Universitätsmusikdirektorin, zugleich war sie Dozentin für Chor- und Orchesterleitung an der Kirchenmusikhochschule Rottenburg am Neckar. Zum 40-jährigen Bestehen der Bundesrepublik Deutschland im Jahre 1989 durfte sie als Nachwuchsdirigentin – ausgewählt von Sergiu Celibidache – die Münchner Philharmoniker dirigieren. Von 1990 bis 2000 lehrte sie an der Musikhochschule Trossingen. Mit einer Aufführung des Requiems von Giuseppe Verdi in der Stuttgarter Liederhalle verabschiedete sie sich im Februar 2020 in den Ruhestand.
Veronika Stoertzenbach ist mit Dieter Kurz verheiratet. Das Ehepaar hat zwei Kinder.

## Auszeichnungen
- 1985 gewann sie den 1. Preis im Dirigierwettbewerb des Deutschen Musikrats.